# محمد البدر حميد الدين

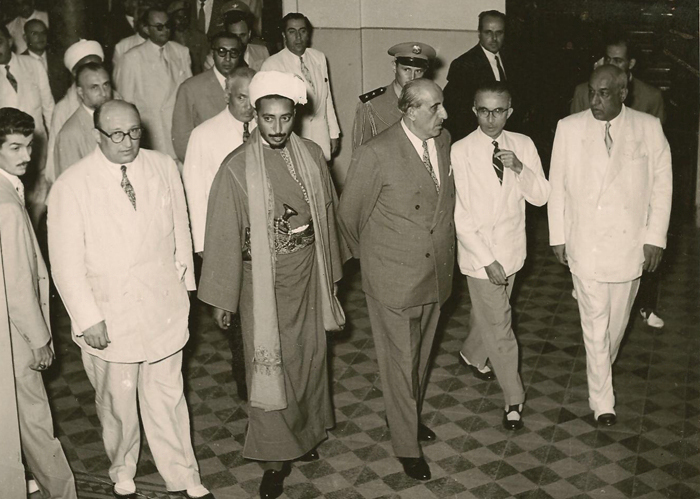
الإمام محمد البدر 31 أكتوبر 1962

الإمام محمد البدر بن حميد الدين (15 فبراير 1926- 6 أغسطس 1996) هو آخر ملوك المملكة المتوكلية اليمنية.

## أعماله

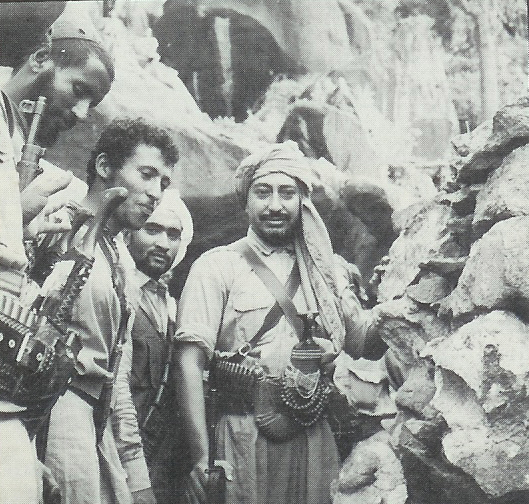
الإمام محمد البدر في جبل شدا على الحدود السعودية اليمنية يقود قواته لاستعادة عرشه

في 20 سبتمبر 1962 ألقى محمد البدر خطاب العرش، وأعلن أنه سوف يحافظ على سيادة القانون، وسيساعد المضطهدين، ويضع أساس العدالة، وسيصدر القوانين، التي تكفل أن يكون المواطنون متساوين في الحقوق والواجبات، وفي اليوم التالي 21 سبتمبر وقع على ستة مراسيم نص المرسوم الأول والثاني على احتفاظ الوزراء ونواب وكبار قادة الجيش بمناصبهم، وأعلن المرسوم الثالث العفو العام عن كل الأحداث السياسية السابقة، التي أودت بمرتكبيها إلى السجن أو الفرار خارج البلاد. وألغى المرسوم الرابع نظام الرهائن، وألغى المرسوم الخامس، جميع بقايا الالتزامات، التي لم تورد إلى خزينة الدولة حتى 1960 “باستثناء القروض”. ونص المرسوم السادس على مرتبات الضباط وجنود الجيش.

## خلعه من الحكم ووفاته
أطيح به على يد الثوار في ثورة 26 سبتمبر 1962 على يد عبد الله السلال الذي كان قائد الحرس الملكي بعد توليه السلطة بأسبوع خلفاً للإمام أحمد يحيى حميد الدين وبعد الانقلاب عليه فر إلى السعودية وبدء إعداد العدة لاستعادة الحكم وبدأ في حشد القوات الموالية له وانطلق من الحدود وحارب لمدة سبع سنوات من أجل استعادة العرش وبعد أن يأس استقر في مدينة الطائف في المملكة العربية السعودية. ثم ذهب إلى لندن للعيش بها.
توفي الإمام البدر في العام 1996 بلندن ودفن في المدينة المنورة.[بحاجة لمصدر]

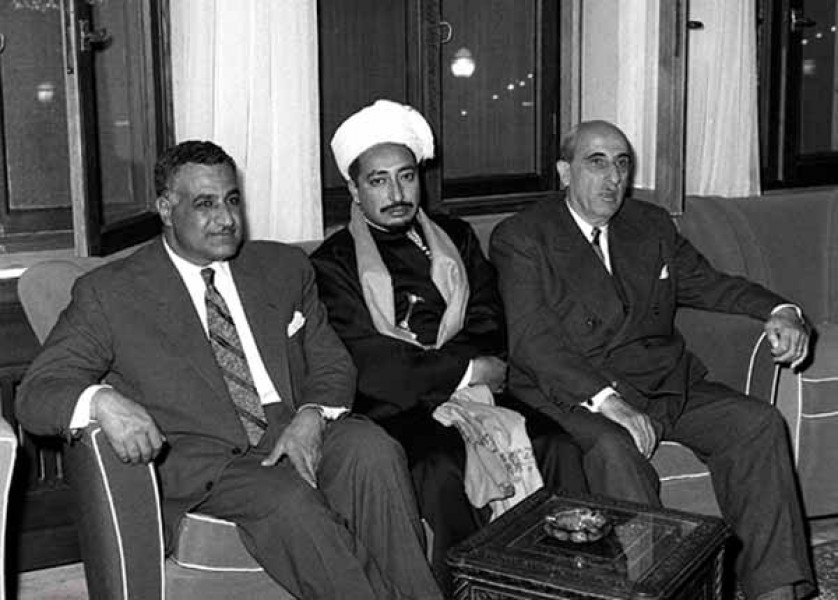
الرئيس جمال عبد الناصر وشكري القوتلي ويتوسطهما الإمام محمد بدر في دمشق